# 대흥사
대흥사(大興寺)는 전라남도 해남군 삼산면 구림리에 위치한 두륜산 도립공원 내의 절이다. 대한불교 조계종 제22교구 본사이다. 대둔사(大芚寺)라고도 불린다. 2018년, '산사, 한국의 산지승원'이라는 명칭으로 유네스코 세계문화유산에 등재되었다.

## 연혁
《만일암고기》(挽日菴古記)에 따르면 신라의 승려였던 정관(淨觀)이 서기 426년에 창건했다고 전해지며, 《죽미기》(竹迷記)에는 544년 아도화상이 창건한 것을 자장과 도선(道詵)이 중건했다고 되어 있다.

## 문화재 지정
2009년 12월 21일 대한민국의 사적 제508호로 지정되었다.

### 사적 지정사유
대흥사는 고려 이전에 지어진 사찰로서, 임진왜란 이후 서산대사의 의발이 전수되면서 17~18세기 서산종의 종찰로 선·교 양종의 대도량 역할을 한 사찰이다.
경내에는 국보 제308호 대흥사북미륵암마애여래좌상을 비롯하여 국가지정문화재 7점과 시도지정문화재 6점, 그리고 13대종사와 13대강사 등의 부도와 비석들이 소재한 역사적·학술적으로 중요한 유적지이다.
1975년 9월 2일 명승 제4호 '해남 대둔산'으로 지정되었다가 1998년 12월 23일 사적 및 명승 제9호 '해남 대둔산 대흥사 일원'으로 재분류되었다.

## 소장 문화재
| 종목                        | 명칭                                                                         | 시대 | 지정일     | 비고      |
| --------------------------- | ---------------------------------------------------------------------------- | ---- | ---------- | --------- |
| 국보 제308호                | 해남 대흥사 북미륵암 마애여래좌상 海南 大興寺 北彌勒庵 磨崖如來坐像          | 고려 | 2005.09.28 | 북미륵암  |
| 보물 제88호                 | 탑산사명 동종 塔山寺銘 銅鍾                                                  | 고려 | 1963.01.21 |           |
| 보물 제301호                | 해남 대흥사 북미륵암 삼층석탑 海南 大興寺 北彌勒庵 三層石塔                  | 고려 | 1963.01.21 | 북미륵암  |
| 보물 제320호                | 해남 대흥사 삼층석탑 海南 大興寺 三層石塔                                    | 신라 | 1963.01.21 |           |
| 보물 제1347호               | 해남 대흥사 서산대사탑 海南 大興寺 西山大師塔                                | 조선 | 2002.09.25 |           |
| 보물 제1357호               | 해남 대흥사 서산대사유물 海南 大興寺 西山大師遺物                            | 조선 | 2002.12.07 |           |
| 보물 제1547호               | 해남 대흥사 금동관음보살좌상 海南 大興寺 金銅觀音菩薩坐像                    | 조선 | 2008.03.12 |           |
| 보물 제1552호               | 해남대흥사영산회괘불탱 海南 大興寺 靈山會掛佛幀                              | 조선 | 2008.03.12 |           |
| 보물 제1667호               | 서산대사 행초 정선사가록 西山大師 行草 精選四家錄                            | 조선 | 2010.10.25 |           |
| 보물 제1807호               | 해남 대흥사 천불전 海南 大興寺 千佛殿                                        | 조선 | 2013.08.05 |           |
| 전라남도 유형문화재 제52호  | 대흥사천불상 大興寺千佛像                                                    | 조선 | 1974.09.24 |           |
| 전라남도 유형문화재 제93호  | 대흥사용화당 大興寺龍華堂                                                    | 조선 | 1982.10.15 |           |
| 전라남도 유형문화재 제94호  | 대흥사대광명전 大興寺大光明殿                                                | 조선 | 1982.10.15 |           |
| 전라남도 유형문화재 제166호 | 해남 대흥사 서산대사 의발 등 유물 일괄 海南 大興寺 西山大師 衣鉢 等 遺物一括 | 조선 | 1990.02.24 |           |
| 전라남도 유형문화재 제179호 | 대흥사관음보살도 大興寺觀音菩薩圖                                            | 조선 | 1991.07.19 |           |
| 전라남도 유형문화재 제296호 | 해남 대흥사 대웅보전 大興司 大雄寶殿                                         | 조선 | 2008.09.19 |           |
| 전라남도 문화재자료 제245호 | 해남대흥사북미륵암동삼층석탑 海南大興寺北彌勒庵東三層石塔                    | 고려 | 2004.02.13 | 북미륵암  |
| 전라남도 문화재자료 제246호 | 해남대흥사만일암지오층석탑 海南大興寺晩日庵址五層石塔                        | 고려 | 2004.02.13 | 만일암 터 |

## 유선관
사찰 내에 위치한 90년 이상 전통을 이어온 한옥 숙박시설로, 최근 해피선데이 1박 2일을 통해 더욱 알려지게 되었다.
대한민국 정부의 입장에 따르면, 도립공원 내에서는 상업적인 영업이 법적으로 불가하므로 퇴출해야 한다는 입장을 고수했었다.

## 사진

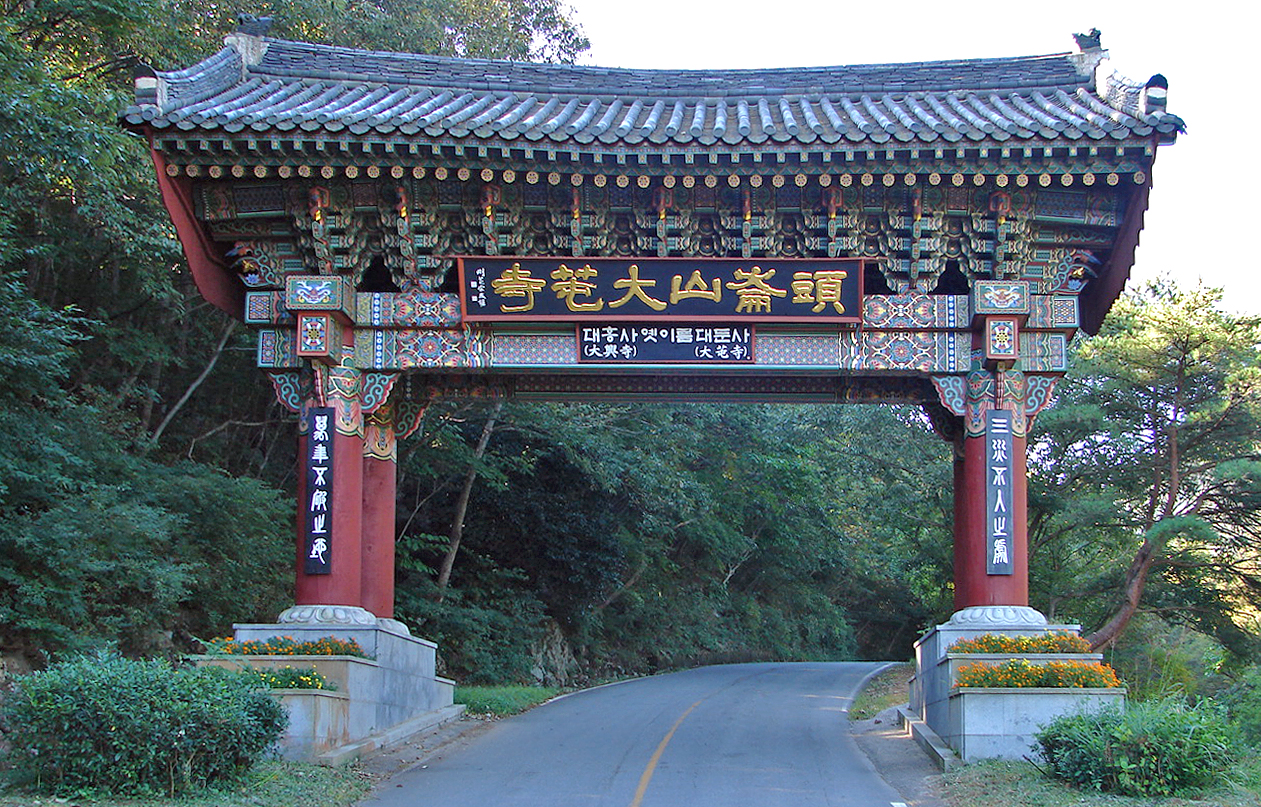
연하문
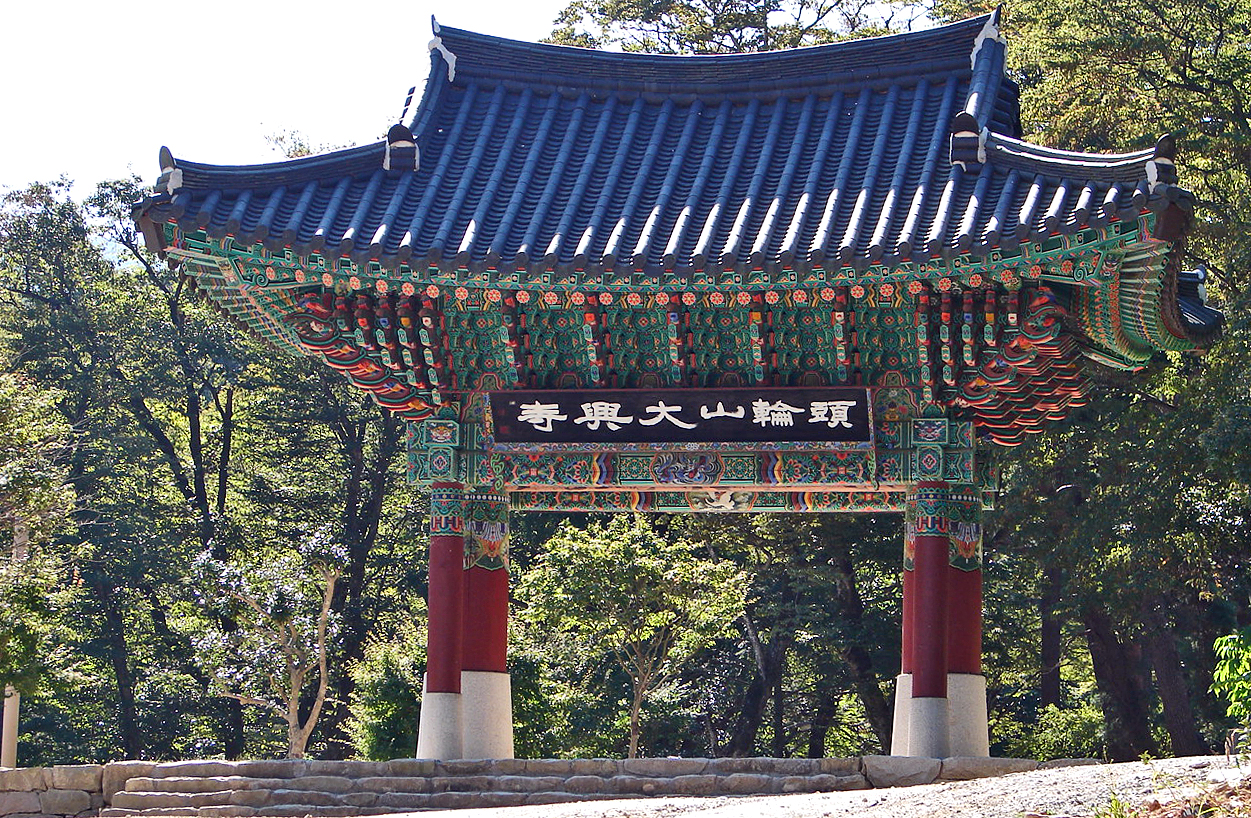
일주문
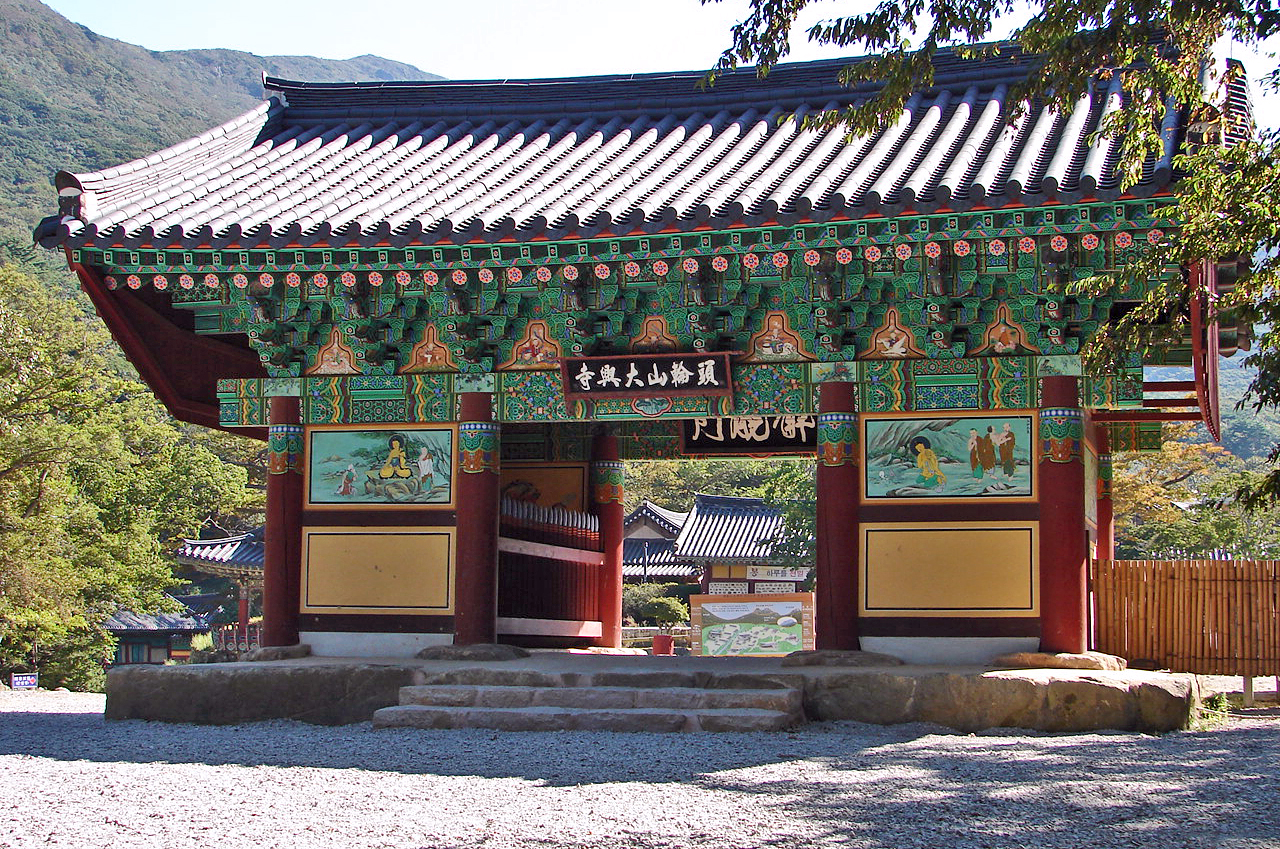
해탈문
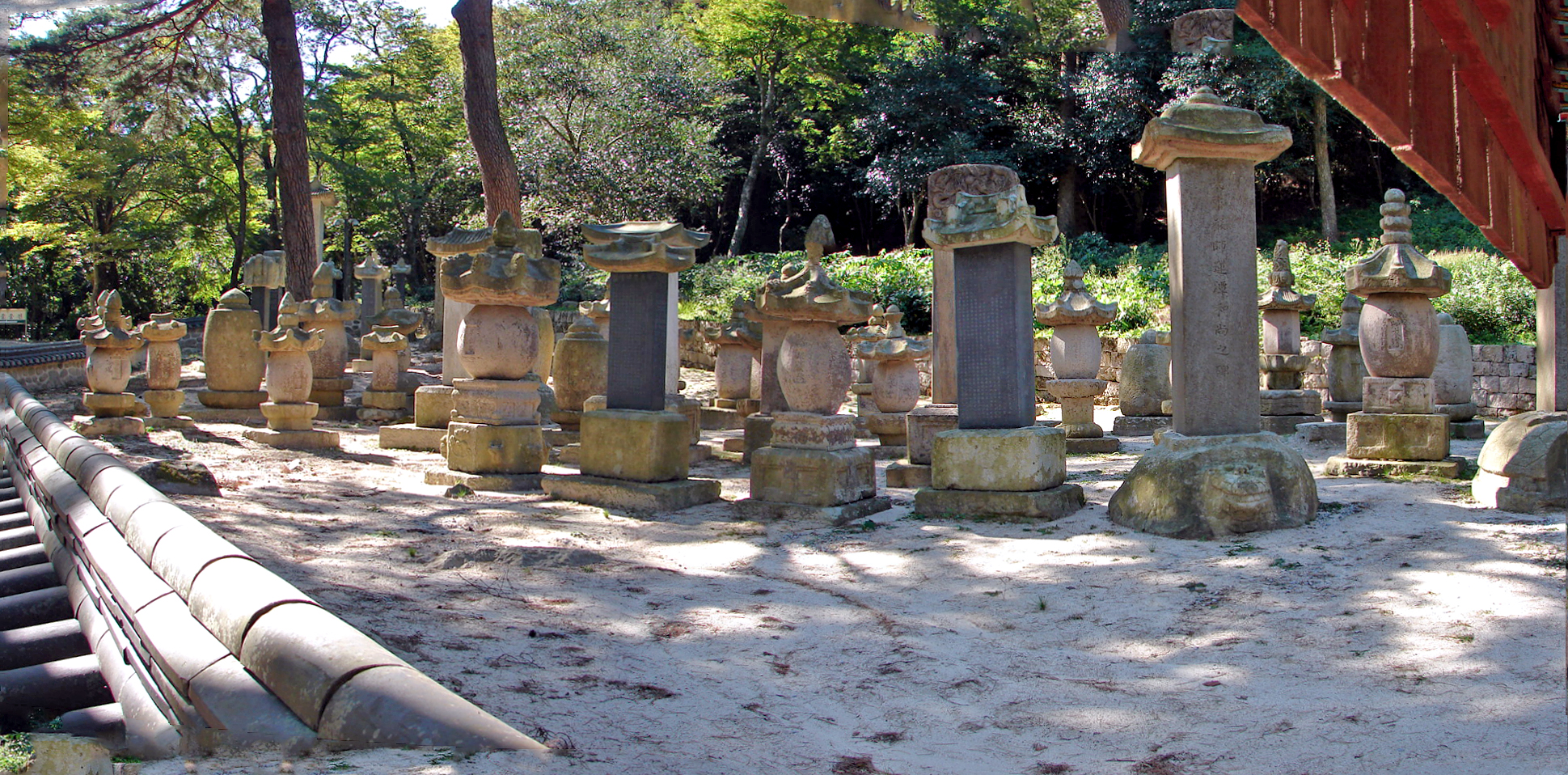
석비와 석탑군
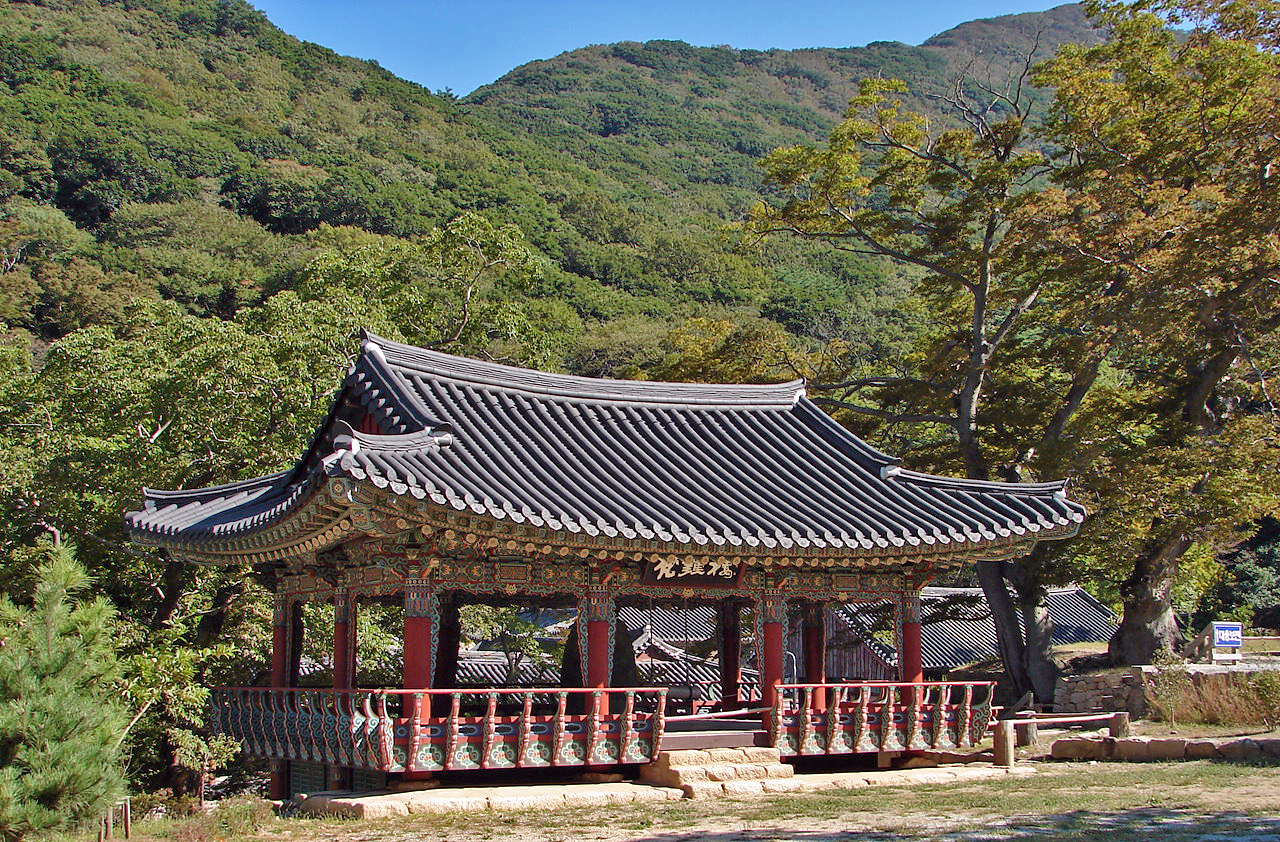
범종루
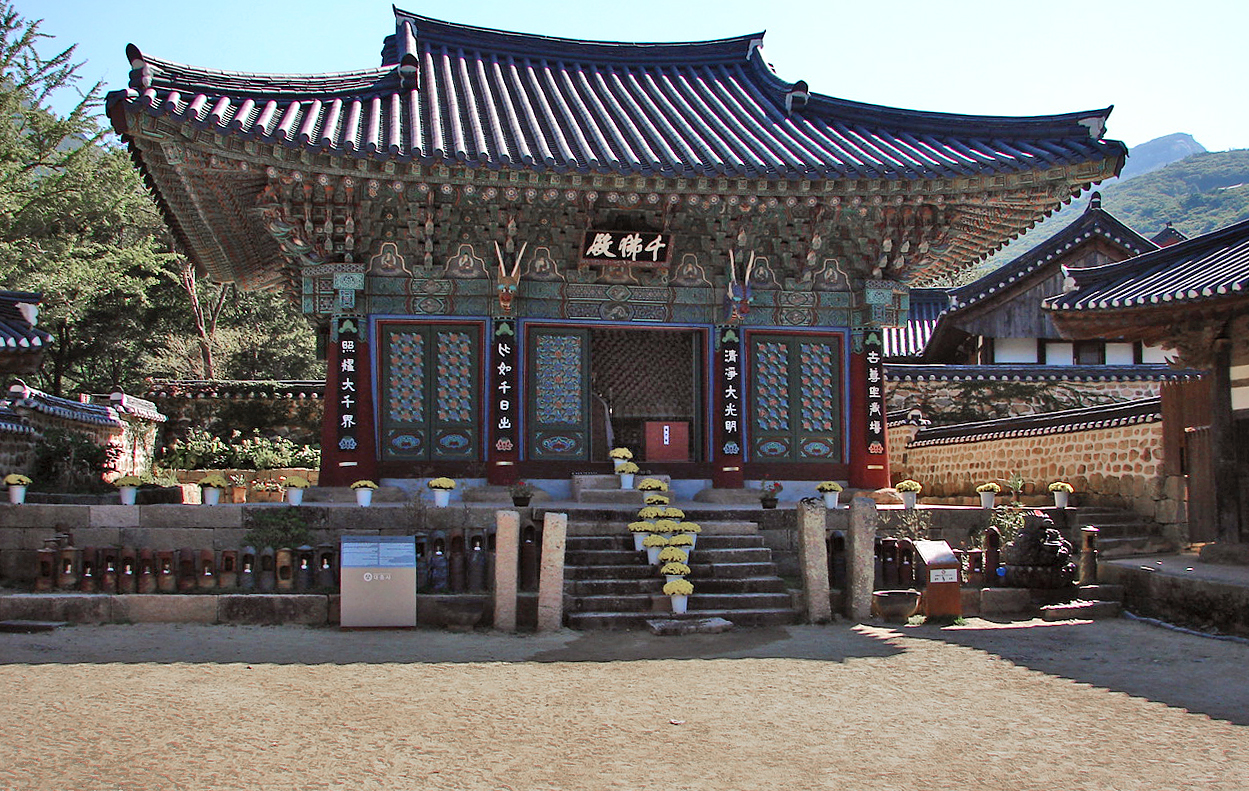
천불전
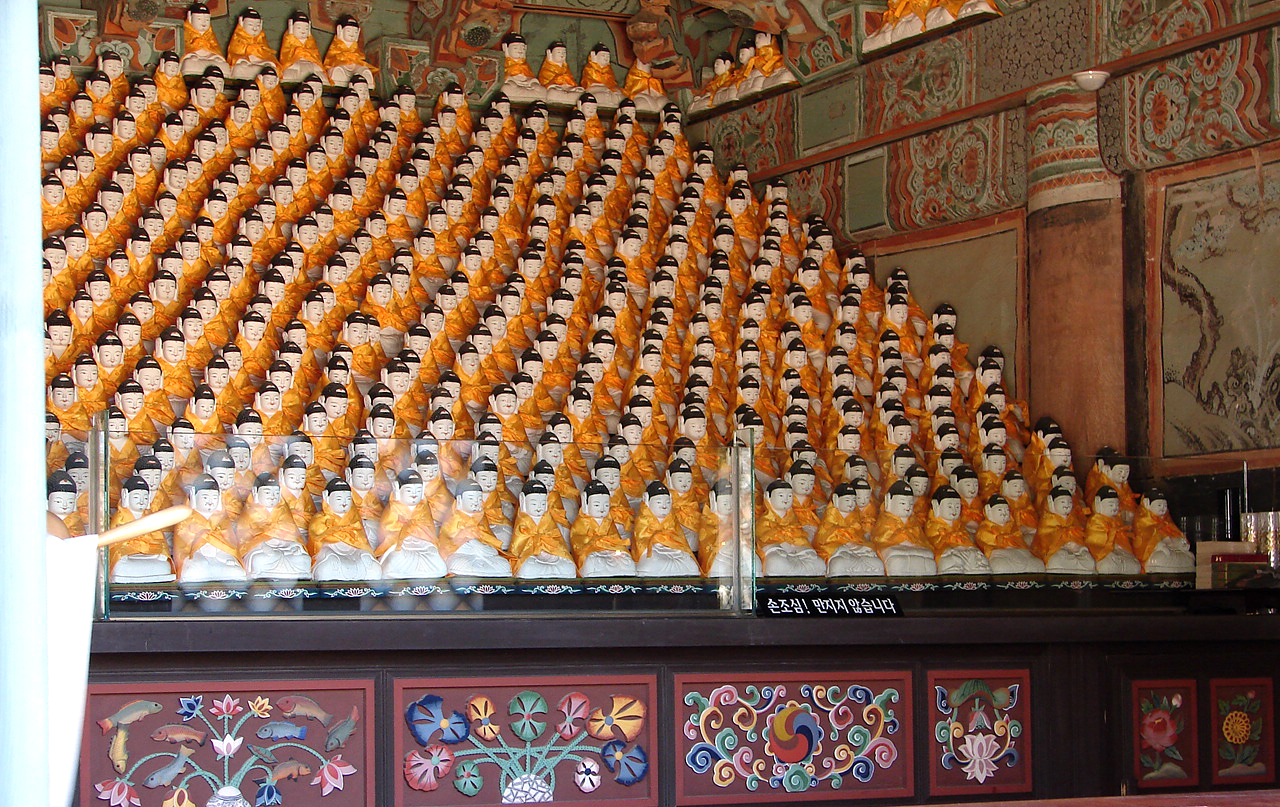
천불전의 천불상
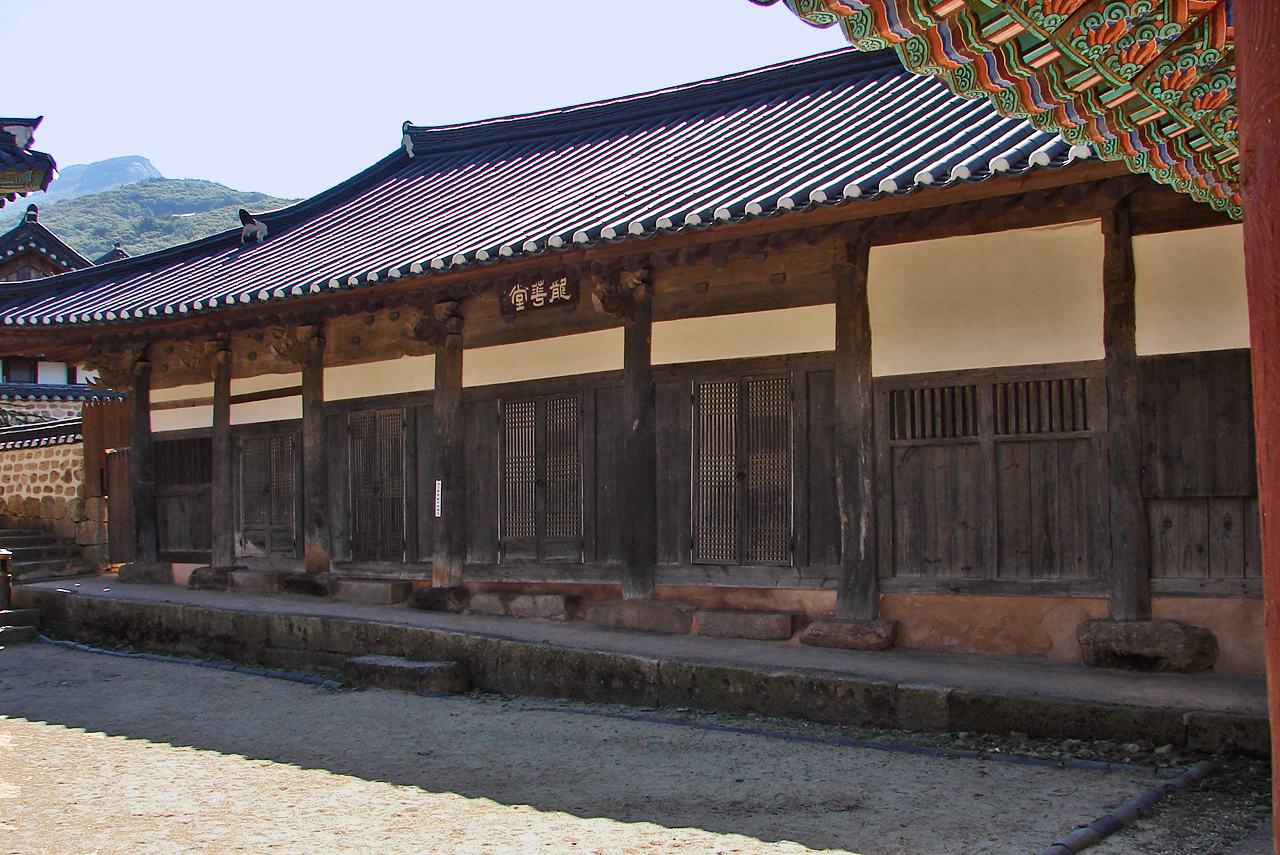
용화당
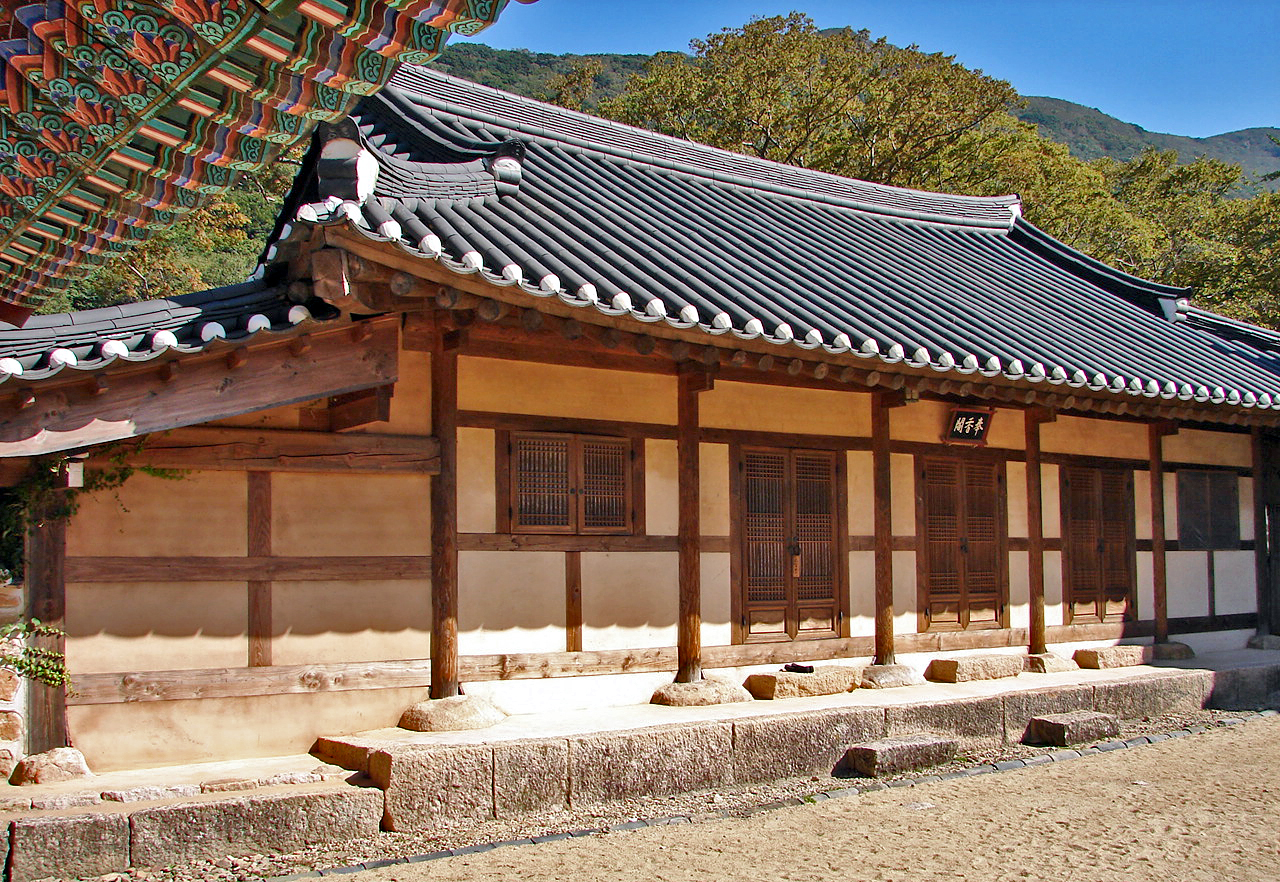
봉향각
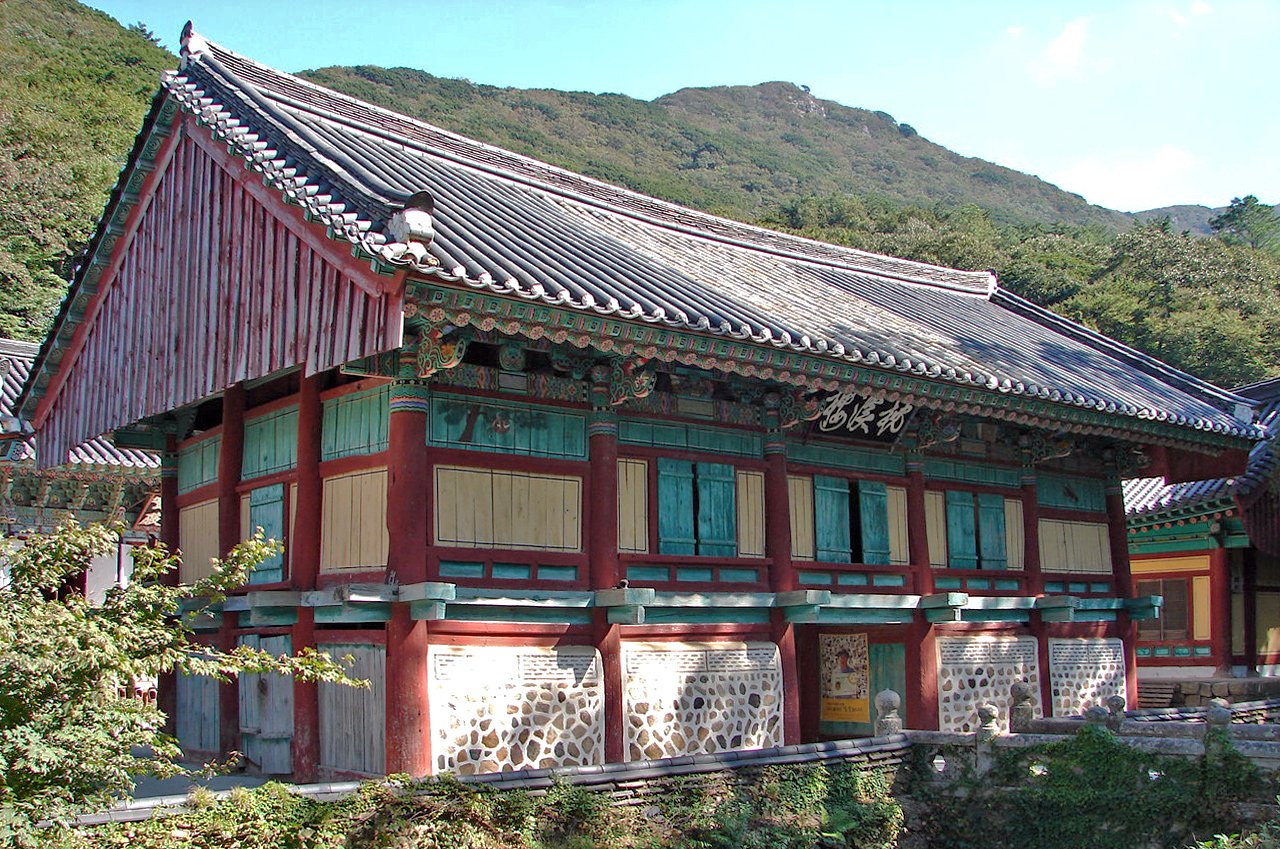
침계루
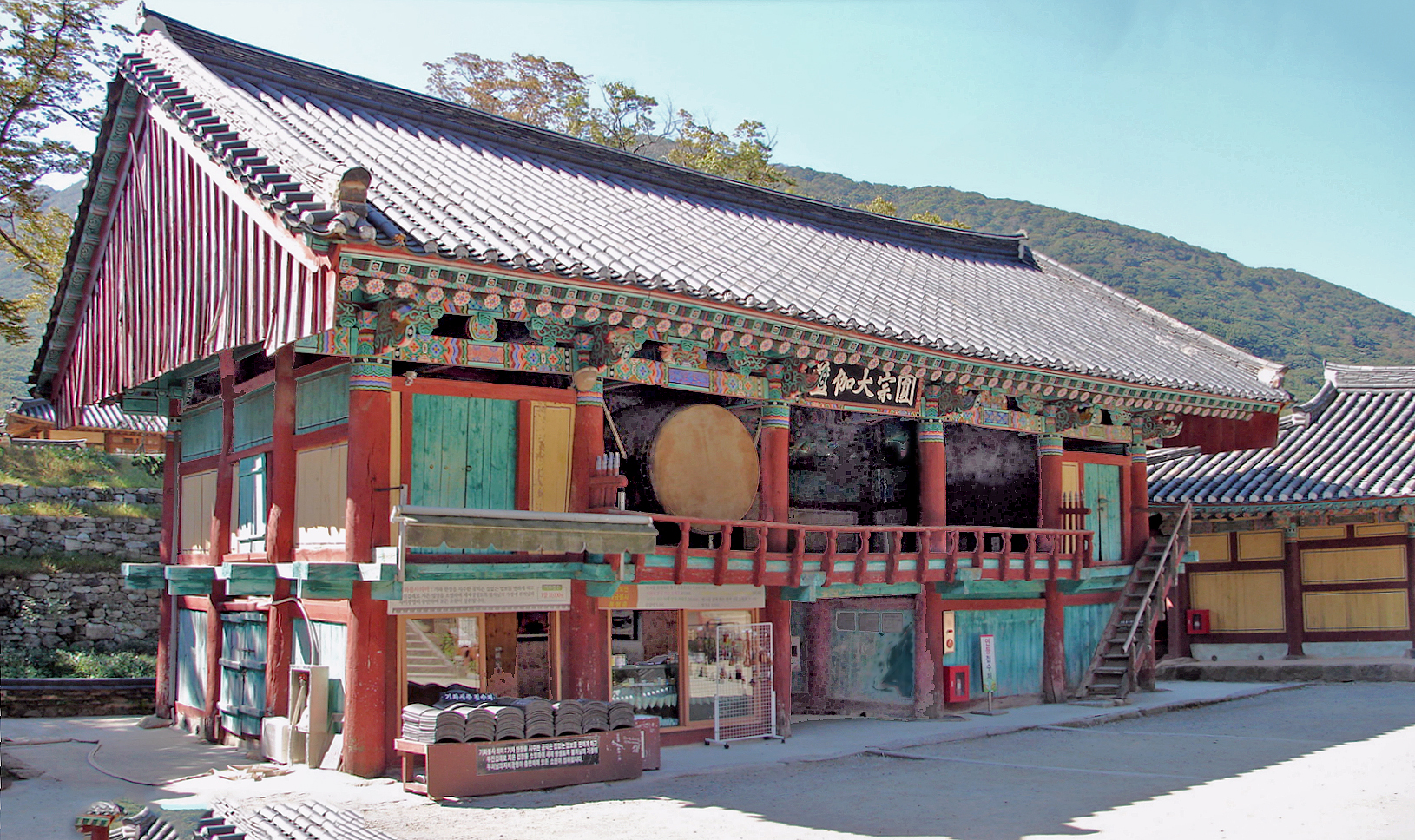
침계루 뒤쪽
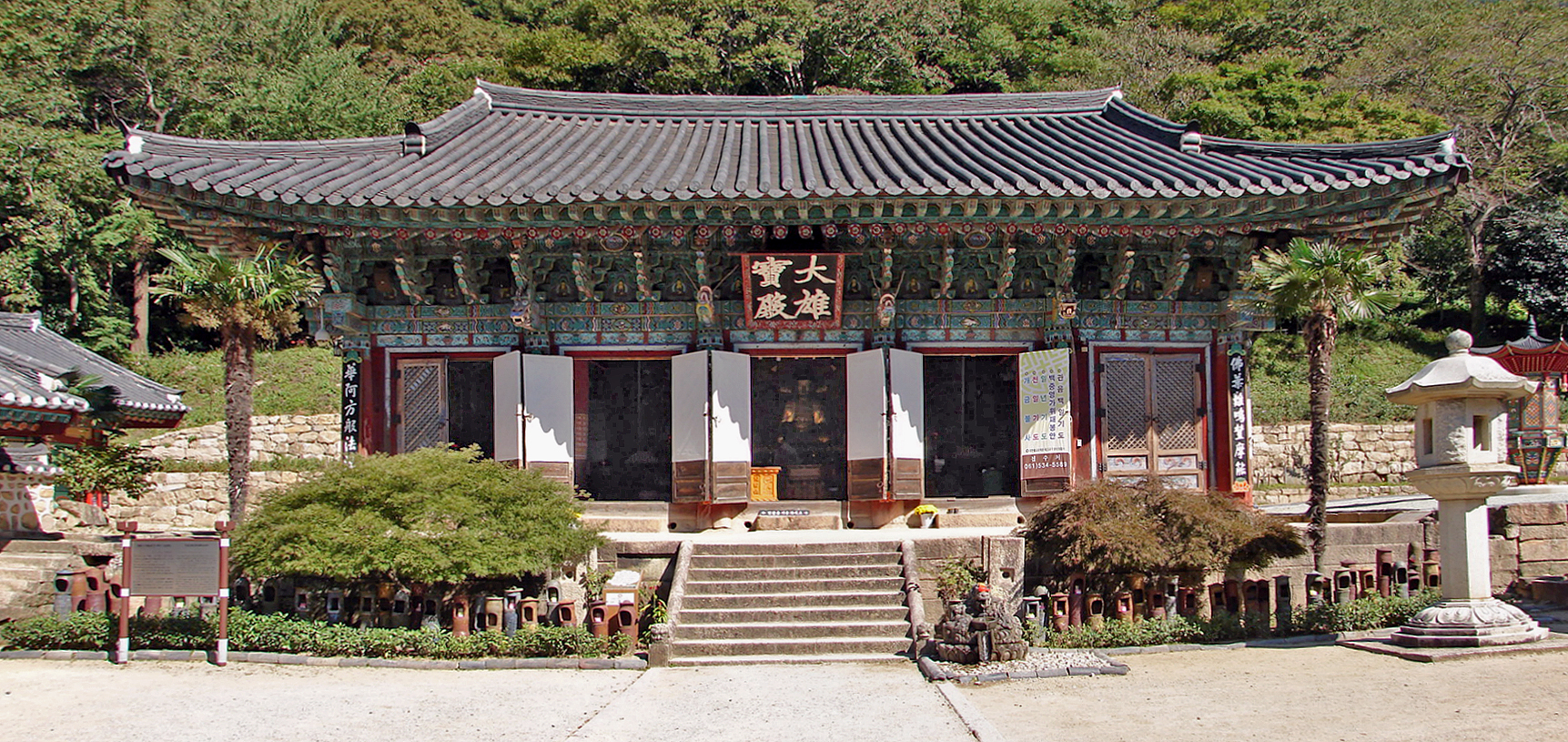
대웅보전
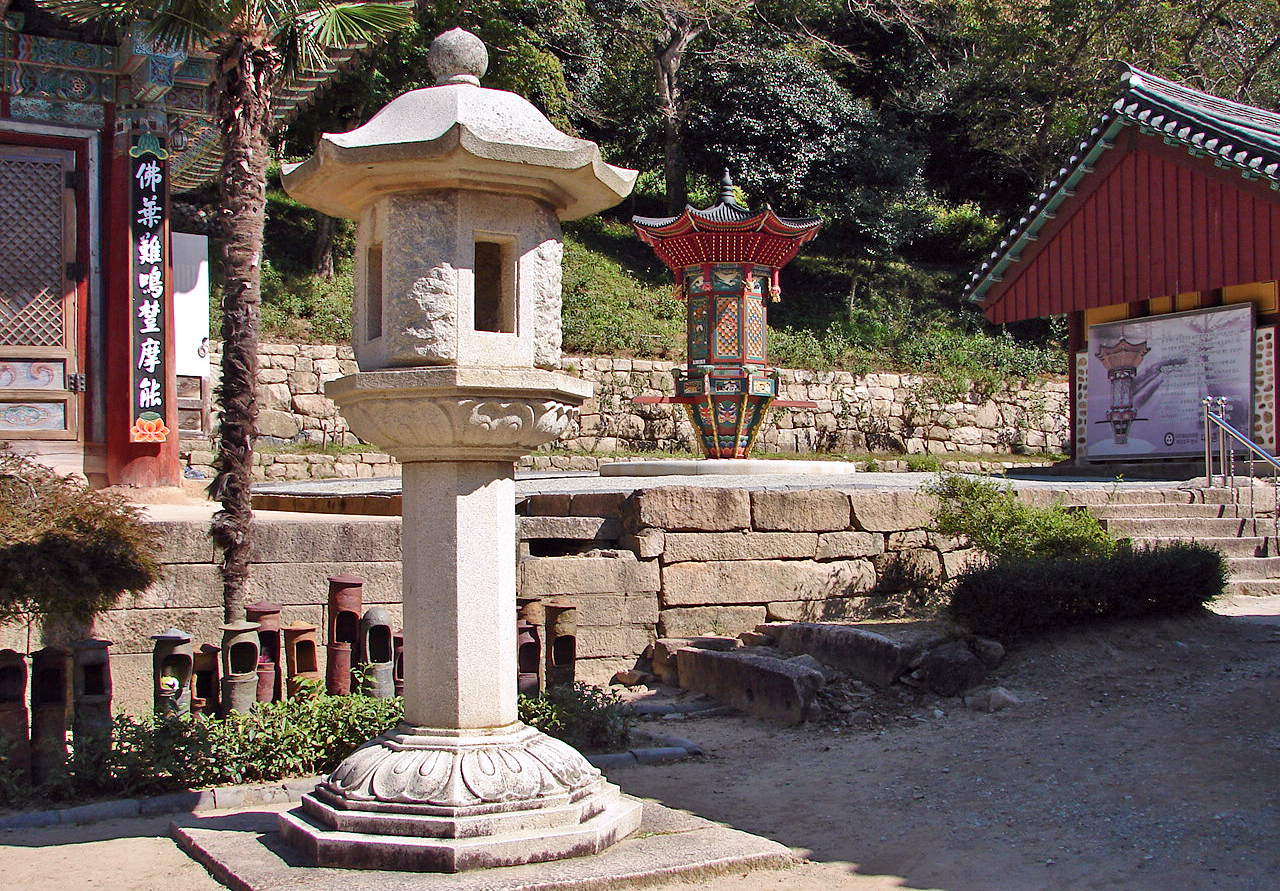
대웅보전 앞 석등
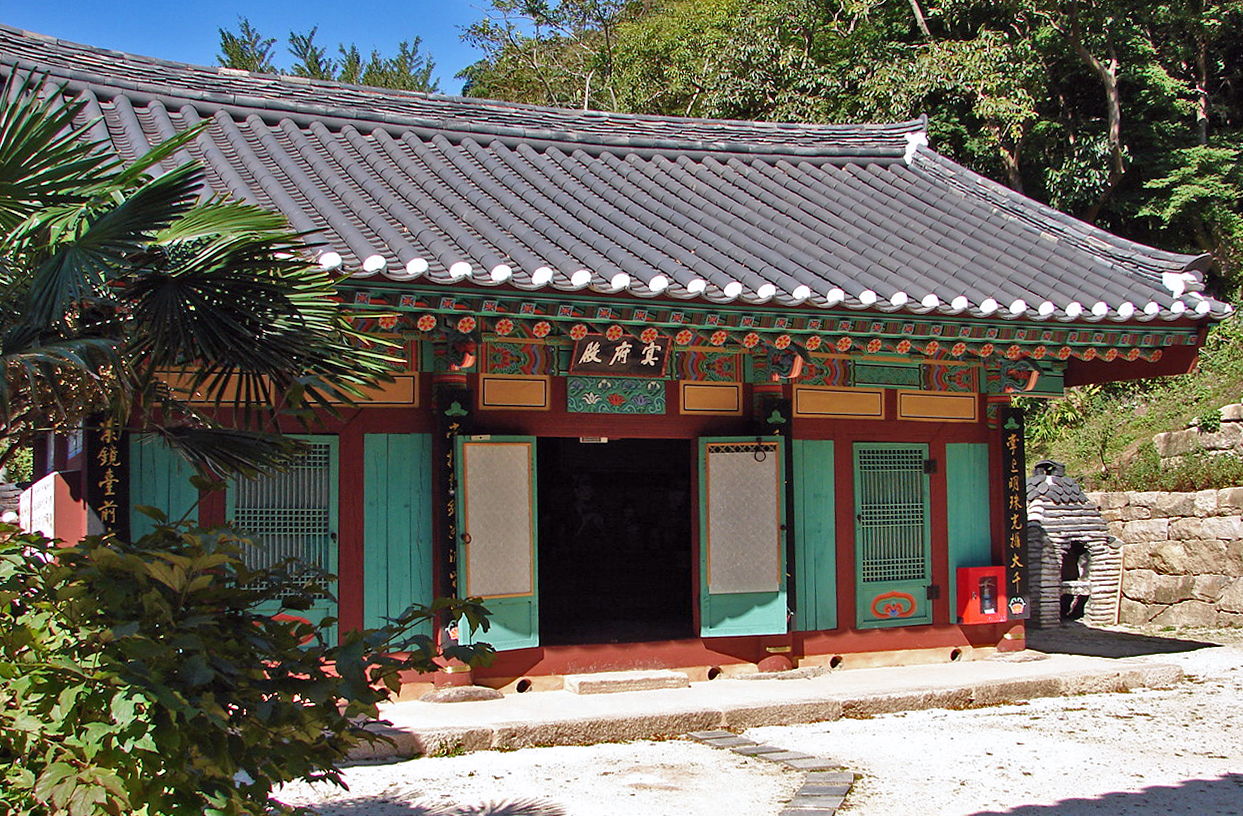
명부전
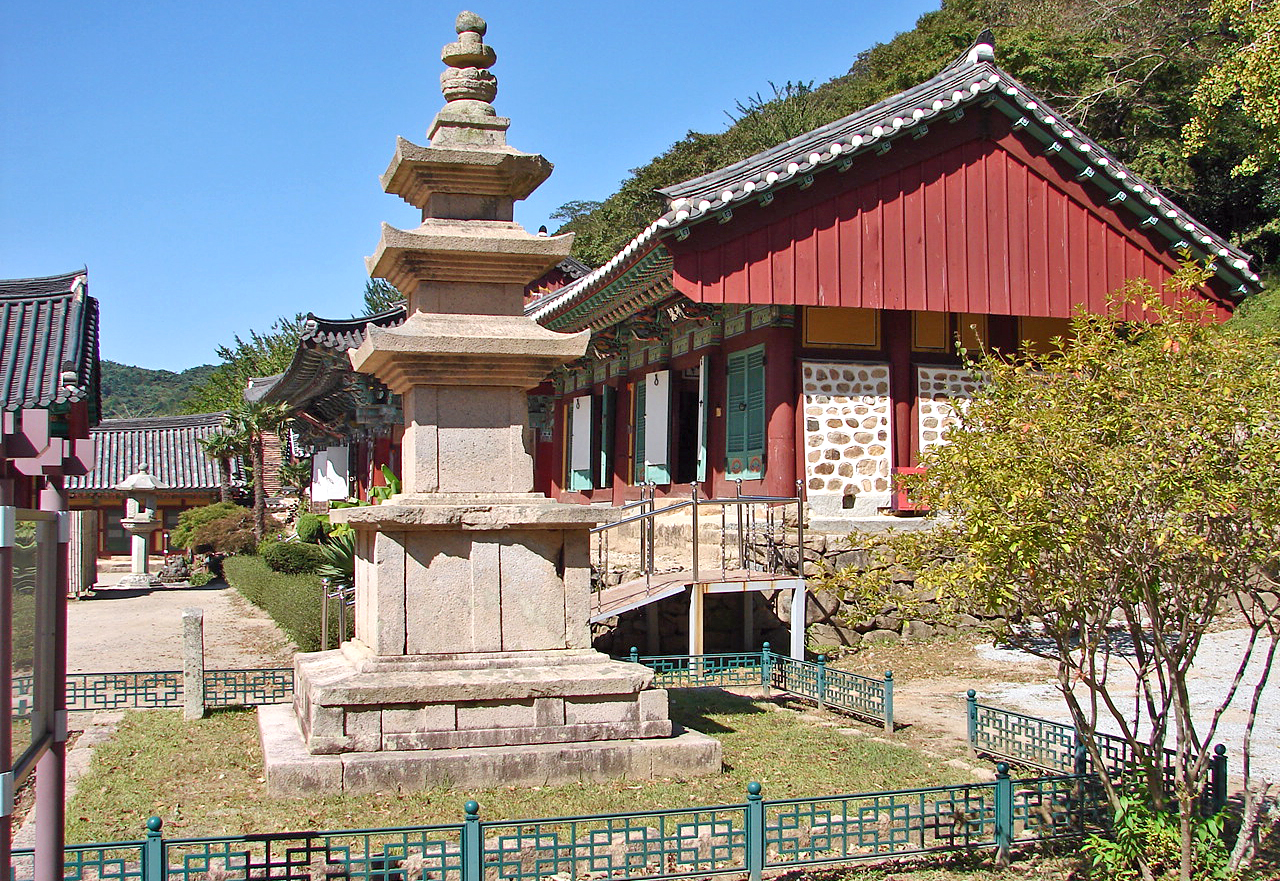
삼층석탑
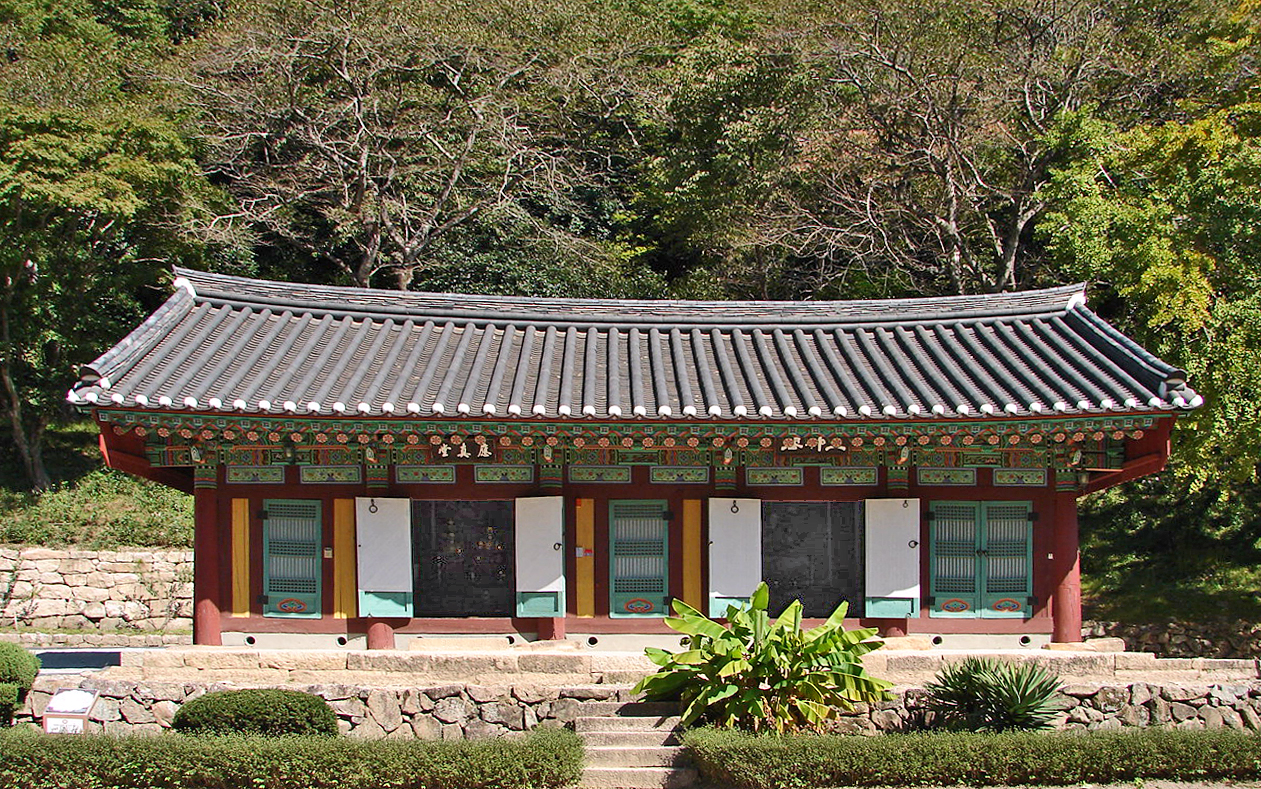
응진당과 산신각

## 같이 보기
- 대한민국의 종교
- 무위사

## 참고 자료
- 대흥사 - 국가유산청 국가유산포털